# Blood on Ice
Blood on Ice är det svenska black metal/viking metal-bandet Bathorys nionde album, utgivet 1996 genom Black Mark Production.
Blood on Ice var Bathorys ursprungliga uppföljare till Blood Fire Death som spelades in 1989 men som aldrig släpptes eftersom Quorthon ansåg att den var ett för stort avsteg från bandets dåvarande black metal-sound.

## Koncept
Blood on Ice är Bathorys enda konceptplatta, inspirerad av Nordisk mytologi och skriven av Quorthon. Den som handlar om en tioårig ej namngiven pojke som överlever ett överfall på sin hemby av soldater som dräper och tillfångatar byborna. De tar order av "den tvåhövdade besten" som residerar i Hels rike. Han växer upp ensam i vildmarken och möter vid 25 års ålder en enögd ej namngiven man som förklarar att han är utvald av gudarna att dräpa den tvåhövdade besten. Den enögde mannen blir pojkens mentor och efter en 100 dagar och nätter lång utbildning skickas han ut på sitt uppdrag. Han tilldelas två gåvor av den enögde mannen, ett svärd smitt på världens första dag och en häst med åtta ben. Han blir vägledd av två korpar som leder honom till en häxa, som genom att avlägsna hans hjärta gör honom immun mot smärta och en bottenlös sjö som ger honom all kunskap i världen genom att han kastar båda sina ögon i den. Pojken strider slutligen mot den tvåhövdade besten som besegras och därpå befriar han fångarna som sedan tillsammans rider till Valhall.

## Låtlista
1. "Intro" (instrumental) – 1:45
2. "Blood on Ice" – 5:41
3. "Man of Iron" – 2:48
4. "One Eyed Old Man" – 4:21
5. "The Sword" – 4:08
6. "The Stallion" – 5:13
7. "The Woodwoman" – 6:18
8. "The Lake" – 6:42
9. "Gods of Thunder, of Wind and of Rain" – 5:42
10. "The Ravens" – 1:09
11. "The Revenge of the Blood on Ice" – 9:53

## Medverkande
Musiker (Bathory-medlemmar)
- Quorthon (Thomas Börje Forsberg) – sång, gitarr, texter & musik
- Kothaar – basgitarr ("Kothaar" var namnet på diverse musiker som spelade i Bathory)
- Vvornth – trummor ("Vvornth" var namnet på diverse musiker som spelade i Bathory)

Bidragande musiker
- Mr. Tim Earl – vokal (spår 4)

Produktion
- Quorthon – producent, omslagsdesign
- Boss (Stig Börje Forsberg) – producent
- Rex Luger – ljudtekniker
- Maren Kumpe – omslagsdesign, omslagskonst
- Necrolord (Kristian Wåhlin) – omslagskonst